# Lupinus arvensis
Lupinus arvensis är en ärtväxtart som beskrevs av George Bentham. Lupinus arvensis ingår i släktet lupiner, och familjen ärtväxter. Inga underarter finns listade i Catalogue of Life.